# Egano Righi-Lambertini
Egano Righi-Lambertini, italijanski rimskokatoliški duhovnik, škof in kardinal, * 22. februar 1906, Casalecchio di Reno, † 4. oktober 2000.

## Življenjepis
25. maja 1929 je prejel duhovniško posvečenje.
28. decembra 1957 je postal apostolski delegat v Koreji. 9. julija 1960 je bil imenovan za naslovnega nadškofa Dokleje in za apostolskega nuncija v Libanonu; 28. oktobra istega leta je prejel škofovsko posvečenje.
Pozneje je zasedel še tri položaje apostolskega nuncija: v Čilu (9. decembra 1963), v Italiji (8. julija 1967) in v Franciji (23. aprila 1969).
Leta 1974 je postal državni uradnik in leta 1979 uradnik v Rimski kuriji.
30. junija 1979 je bil povzdignjen v kardinala in imenovan za kardinal-diakona S. Giovanni Bosco in via Tuscolana.
26. novembra 1990 je bil imenovan za kardinal-duhovnika S. Maria in Via.